# Бес-сюр-Исоль (кантон)
Бес-сюр-Исоль (фр. Besse-sur-Issole) — упразднённый кантон на юго-востоке Франции, в регионе Прованс — Альпы — Лазурный Берег (департамент — Вар, округ — Бриньоль).

## Состав кантона
До марта 2015 года включал в себя 5 коммун, площадь кантона — 201,65 км², население — 15 548 человек (2010), плотность населения — 77,1 чел/км².
| Коммуна          | Французское название | Население, чел. (2012) | Площадь, км² |
| ---------------- | -------------------- | ---------------------- | ------------ |
| Бес-сюр-Исоль    | Besse-sur-Issole     | 37,19                  | 3 025        |
| Гонфарон         | Gonfaron             | 40,42                  | 4 244        |
| Кабас            | Cabasse              | 45,49                  | 1 949        |
| Пиньян           | Pignans              | 34,87                  | 3 582        |
| Фласан-сюр-Исоль | Flassans-sur-Issole  | 43,68                  | 3 229        |

29 марта 2015 года кантон официально упразднён согласно директиве от 27 февраля 2014, а коммуны административно переподчинены кантону Ле-Люк.